# Ударное (Джанкойский район)
Уда́рное (до 1948 года Джадра́-Шейх-Эли́; укр. Ударне, крымскотат. Cadra Şeyh Eli, Джадра Шейх Эли) — село в Джанкойском районе Республики Крым, входит в состав Луганского сельского поселения (согласно административно-территориальному делению Украины — Луганского сельского совета Автономной Республики Крым).

## Население
| 2001 | 2014 |
| ---- | ---- |
| 104  | ↘79  |

Всеукраинская перепись 2001 года показала следующее распределение по носителям языка
| Язык             | Процент |
| ---------------- | ------- |
| русский          | 64.42   |
| украинский       | 18.27   |
| крымскотатарский | 11.54   |

### Динамика численности
| - 1915 год — 111 чел. - 1926 год — 96 чел. - 1939 год — 162 чел. - 1989 год — 98 чел. | - 2001 год — 104 чел. - 2009 год — 110 чел. - 2014 год — 79 чел. |

## Современное состояние
На 2017 год в Ударном улиц не числится; на 2009 год, по данным сельсовета, село занимало площадь 74 гектара на которой, в 36 дворах, проживало 110 человек.

## География
Ударное — село на западе района, в степном Крыму, высота центра села над уровнем моря — 19 м. Ближайшие сёла: Ковыльное — в 0,7 километра на север, Луганское в 2,5 км на северо-запад, Лобаново в 0,5 км на юго-запад и Ясное примерно в 2,5 километрах на юг, там же ближайшая железнодорожная станция — Богемка (на линии Джанкой — Армянск). Расстояние до райцентра — около 18 километров (по шоссе). Транспортное сообщение осуществляется по региональной автодороге 35Н-142 от шоссе 35А-001 граница с Украиной — Джанкой — Феодосия — Керчь до Ковыльного (по украинской классификации — С-0-10418).

## История
Судя по доступным историческим документам, селение Джадра-Шейх-Эли возникло в начале XX века, поскольку впервые встречается в Статистическом справочнике Таврической губернии 1915 года, согласно которому в деревне Джадра-Шихель (вакуф) Богемской волости Перекопского уезда числилось 40 дворов (все дворы с землёй) с татарским населением в количестве 111 человек приписных жителей, из которых 64 мужчины и 47 женщин. Жители владели 400 десятинами удобной земли. В хозяйствах имелось 82 лошадей и 28 коров.
После установления в Крыму Советской власти, по постановлению Крымревкома от 8 января 1921 года № 206 «Об изменении административных границ» была упразднена волостная система и в составе Джанкойского уезда (преобразованного из Перекопского) был создан Джанкойский район. В 1922 году уезды преобразовали в округа. 11 октября 1923 года, согласно постановлению ВЦИК, в административное деление Крымской АССР были внесены изменения, в результате которых округа были ликвидированы, основной административной единицей стал Джанкойский район и село включили в его состав. Согласно Списку населённых пунктов Крымской АССР по Всесоюзной переписи 17 декабря 1926 года, в селе Джадра-Шех-Эли, Джадра-Борлакского сельсовета Джанкойского района, числилось 22 двора, из них 19 крестьянских, население составляло 96 человек, из них 92 татарина, 3 чеха и 1 русский. По данным всесоюзной переписи населения 1939 года в селе проживало 162 человека.
В 1944 году, после освобождения Крыма от фашистов, согласно постановлению ГКО № 5859 от 11 мая 1944 года, 18 мая крымские татары были депортированы в Среднюю Азию. 12 августа 1944 года было принято постановление № ГОКО-6372с «О переселении колхозников в районы Крыма» и в сентябре 1944 года в район приехали первые новоселы (27 семей) из Каменец-Подольской и Киевской областей, а в начале 1950-х годов последовала вторая волна переселенцев из различных областей Украины, в состав которой село было передано в 1954 году. Указом Президиума Верховного Совета РСФСР от 18 мая 1948 года, Джадра-Шейх-Эли переименовали в деревню Ударная, статус села был присвоен позднее. 26 апреля 1954 года Крымская область была передана из состава РСФСР в состав УССР. Время включения в Лобановский сельсовет пока не установлено: на 15 июня 1960 года село уже числилось в его составе. 11 апреля 1963 года был образован совхоз «Украина», в который включили хозяйство села, который в 1997 году был реорганизован в КСП «Луганское», а в апреле 2000 года — в СПТЗК «Луганское». С 1975 года Ударное в составе Луганского сельсовета. По данным переписи 1989 года в селе проживало 98 человек. С 12 февраля 1991 года село в восстановленной Крымской АССР, 26 февраля 1992 года переименованной в Автономную Республику Крым. С 18 марта 2014 года — в составе Республики Крым России, аннексировано Россией.
12 мая 2016 года парламент Украины, не признающий российскую аннексию, принял постановление о переименовании села в Джадра-Шейх-Эли (укр. Джадра-Шейх-Елі), в соответствии с законами о декоммунизации, однако данное решение не вступает в силу до «возвращения Крыма под общую юрисдикцию Украины».

## Известные уроженцы
- Фетислям Абилов — Герой Советского Союза.